# Гольференцо
Гольференцо, Ґольференцо (італ. Golferenzo) — муніципалітет в Італії, у регіоні Ломбардія, провінція Павія.
Гольференцо розташоване на відстані близько 430 км на північний захід від Рима, 60 км на південь від Мілана, 27 км на південний схід від Павії.
Населення — 197 осіб (2014).

## Демографія
Населення за роками:

Станом на 1 січня 2023 року в муніципалітеті офіційно проживали 22 іноземці з 6 країн, серед них 2 громадяни країн Євросоюзу та 9 громадян України.

## Сусідні муніципалітети
- Монтекальво-Версіджа
- Нібб'яно
- Санта-Марія-делла-Верса
- Вольпара